# Morelia (Colômbia)

Localização da cidade de Morelia, no departamento de Caquetá.

Morelia é um município da Colômbia localizada no departamento de Caquetá.